# 馬龍尼禮天主教傑貝–塞爾巴–朱尼耶教區
馬龍尼禮天主教傑貝–塞爾巴–朱尼耶教區（拉丁語：Eparchia Ioubbensis, Sarbensis et Iuniensis Maronitarum）是一個位於黎巴嫩的東儀天主教教區（馬龍尼禮教會），是宗主教的教區。
2013年有教友396,250人、150個堂區、231名司鐸。現任教區主教為貝沙拉·布特羅斯·拉伊樞機。

## 歷史
1959年12月11日塞爾巴教區成立，1977年8月4日朱尼耶教區成立，1986年5月2日傑貝教區成立。1990年6月9日傑貝和塞爾巴及巴特倫教區合併，1999年6月5日改為與朱尼耶教區合併。